# Laura (Capaccio Paestum)
Laura è una frazione del comune di Capaccio Paestum (provincia di Salerno) da cui dista 12 km.

## Geografia fisica

### Territorio
La frazione occupa la fascia costiera del comune, per circa 5 km, dalla foce del fiume Sele alla località "ponte di ferro". È caratterizzata da tre assi viari paralleli che corrono il primo lungo la costa, il secondo di fianco alla lussureggiante pineta ed il terzo più all'interno. Lo spazio tra la pineta e l'entroterra, negli ultimi decenni, è stato riempito di alberghi, resort, campeggi, ville e villini di ogni sorta.

## Storia

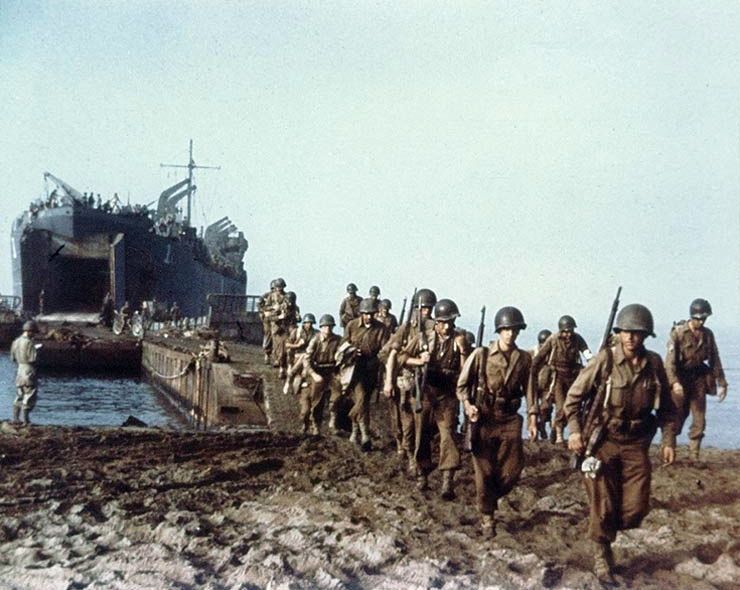
Sbarco di truppe americane su di una spiaggia nel Golfo di Salerno durante lo sbarco a Salerno del 9 settembre 1943

Le spiagge della frazione Laura furono interessate il 9 settembre 1943 dagli sbarchi delle forze alleate durante lo sbarco a Salerno.
La stessa frazione Laura e la località di Paestum furono i primi centri abitati liberati dagli alleati durante le operazioni di sbarco.
Ancora oggi, all'altezza dell'Hotel Laura, a circa 200 metri al largo, immergendosi, è visibile una porzione di un mezzo da sbarco alleato ormai quasi completamente ricoperto dalle sabbie del fondale marino.

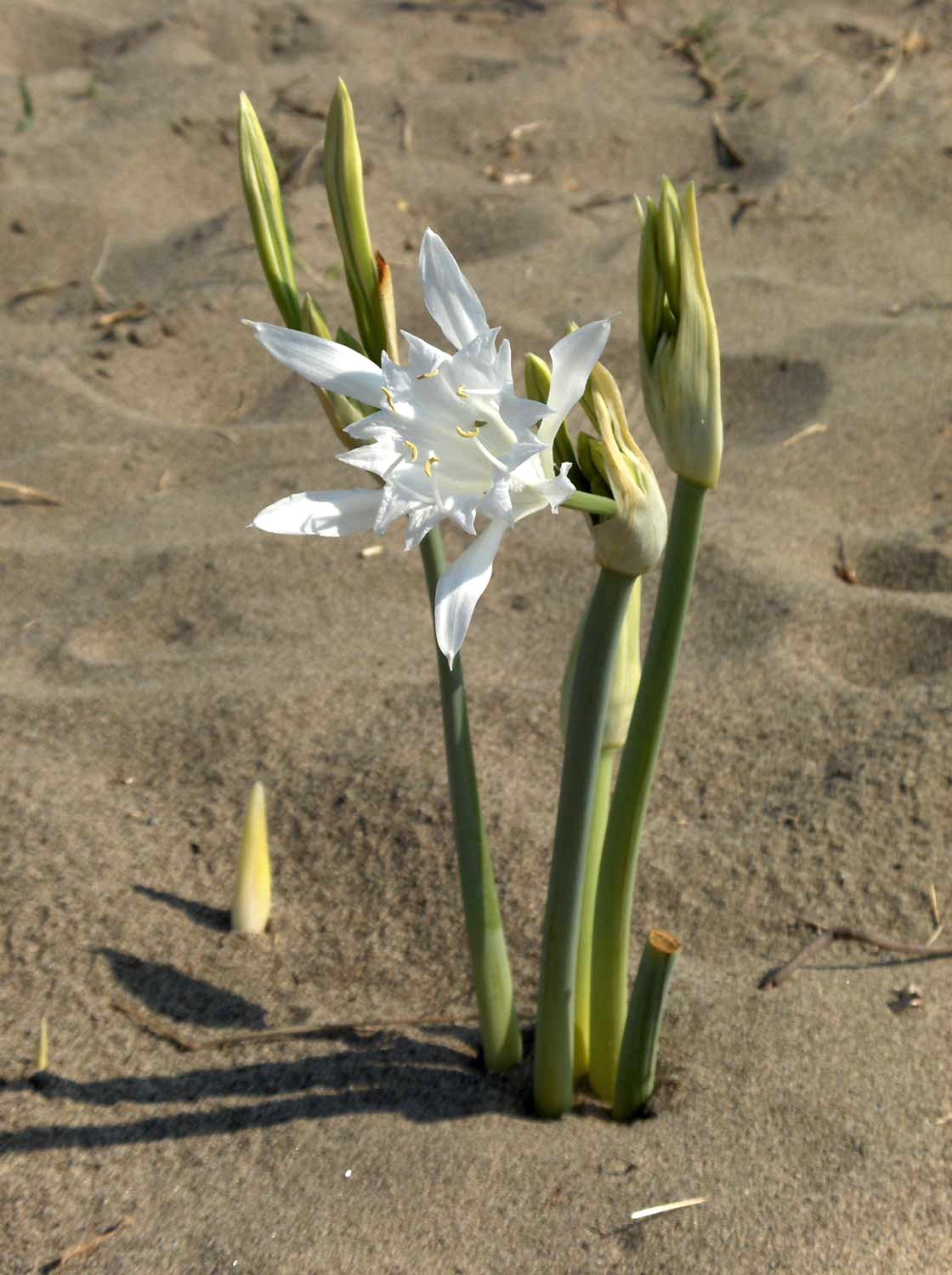
Giglio di mare sulla costa laurense

## Monumenti e luoghi d'interesse

### Aree naturali

#### Riserva naturale Foce Sele - Tanagro
La Riserva naturale Foce Sele - Tanagro, comprende, oltre alle fasce litoranee a destra e sinistra del fiume Sele, tutta la parte di pineta rientrante nella frazione Laura.

## Stemma
Più volte è stato proposto quale stemma della frazione Laura il "Giglio di mare" (Pancratium maritimum). Infatti questa pianta, che cresce spontaneamente sulle dune sabbiose delle spiagge italiane, è particolarmente presente sul litorale del comune di Capaccio-Paestum ed in particolare nella frazione Laura.

## Economia
Prevalentemente turistica. La frazione è ricca di alberghi e stabilimenti balneari. Vi sono anche diversi hotel di lusso e ristoranti tipici.
La frazione vanta della presenza di un lungomare inaugurato nel 2021.

## Sport

### Calcio
La frazione Laura è rappresentata dalla seguente squadra di calcio:
- Real Laura 2008 - Seconda Categoria Campania Girone I.[1]